# Cyro Aguiar
Cyro Mendes de Aguiar (Salvador, 9 de dezembro de 1942), mais conhecido como Cyro Aguiar, é um cantor e compositor brasileiro.
Abandonou a carreira militar para se dedicar à música. Foi sucesso na década de 1970 com a música Crítica. Tem vários discos no currículo e vendeu mais de 500 mil cópias, que lhe renderam diversos prêmios e o carisma do público nos palcos brasileiros. Atualmente apresenta um programa de grande sucesso na Rádio Tropical FM: Éramos Todos Jovens. Sua carreira musical segue com o novo trabalho em fase de lançamento. Destaque para a música "Me ilumina", seu recente sucesso em execução nas rádios do Brasil.